# Kan B'alam I

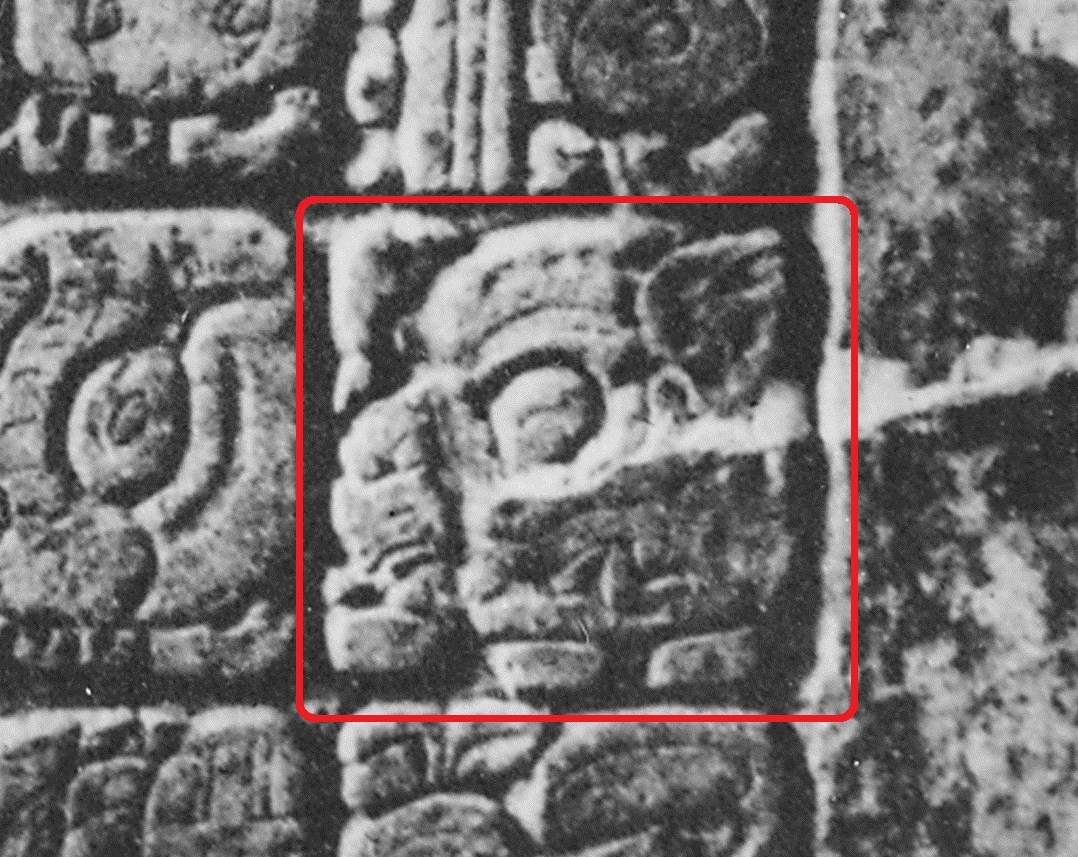
Variante de glifo maya utilizado para identificar a Kan B'alam I en el tablero del Templo de la Cruz en Palenque.

Kan B'alam I o Kan Balam I (18 o 20 de septiembre de 524  - 1 o 3 de febrero de 583) fue un ahau maya que gobernó la ciudad estado de Palenque del año 572 al año 583. Es conocido también como Chan Bahlum I en maya yucateco.

## Semblanza biográfica
Su nombre en idioma maya clásico significa Serpiente Jaguar al cual en algunos glifos mayas se le añade el apelativo de k'inich que significa radiante como un elemento honorífico con referencia al Dios Sol, es decir K'inich Kan Bʻalam I o Radiante Serpiente Jaguar. De acuerdo a la cuenta larga del calendario maya nació el 9.4.10.1.5 11 chickchan 13 chen, ascendió al trono el 9.6.18.5.12 10 eb 0 wo, equivalente al 6 de abril de 572, cuando tenía 47 años de edad.
Es muy probable que haya sido hijo de K'an Joy Chitam I y hermano menor de su antecesor en el trono Ahkal Mo' Naab' II, quien murió inesperadamente el 21 de julio de 570. Antes de que Kan B'alam I ascendiera al trono se registra un período de 624 días de interregnum. Su reinado se encuentra descrito en la pared oriental del Templo de las Inscripciones. Es también referido en el lado occidental del sarcófago de Pakal "el Grande", en donde se puede ver su representación iconográfica en altorrelieve, se le distingue por su glifo y por su tocado, el cual es parte serpiente y parte jaguar. Tras haber gobernado once años, Kan B'alam murió el 9.7.9.5.5 11 chikchan 3 kayab.
Se cree que su sucesora, Yohl Ik'nal, era su hija, aunque también es posible que haya sido su hermana.